# Anna Pniowsky
Anna Pniowsky (* 4. September 2006 in Winnipeg) ist eine kanadische Nachwuchsschauspielerin.

## Leben
Anna Pniowsky wurde 2006 als Tochter von Jeff und Tracey Pniowsky in Winnipeg geboren.
Nach einer ersten Hauptrolle neben ihrer jüngeren Schwester Abigail Pniowsky in dem Horror-Thriller He’s Out There von Quinn Lasher spielte sie in Light of My Life von Casey Affleck, der im Februar 2019 bei den Internationalen Filmfestspielen Berlin seine Premiere feierte, dessen Filmtochter Rag.

## Filmografie
- 2018: He’s Out There
- 2019: Light of My Life
- 2019: The Hot Zone (Fernsehserie, 4 Folgen)
- 2020: Bad Therapy
- 2019–2020: PEN15 (Fernsehserie, 10 Folgen)